# Pacto Liaquat–Nehru
O Pacto Liaquat-Nehru ou Pacto de Delhi foi um tratado bilateral entre a Índia e o Paquistão, assinado em Nova Delhi pelo primeiro-ministro indiano Jawaharlal Nehru e o primeiro-ministro paquistanês Liaquat Ali Khan, em 8 de abril de 1950, onde foi decidido que os refugiados seriam autorizados a retornar para dispor de suas propriedades sem serem molestados, as mulheres sequestradas e bens saqueados seriam devolvidos, conversões forçadas foram reconhecidas, e foram confirmados os direitos das minorias. O tratado foi o resultado de seis dias de negociações em que ambos os países procuravam garantir os direitos das minorias após a partição da Índia e evitar uma nova guerra entre eles. Mais de um milhão de refugiados migraram do Paquistão Oriental (atual Bangladesh) para Bengala Ocidental, na Índia.